# Лютаєвська сільська рада
Люта́євська сільська рада (рос. Лютаевский сельский совет) — сільське поселення у складі Солонешенського району Алтайського краю Росії.
Адміністративний центр — село Лютаєво.

## Населення
Населення — 404 особи (2019; 514 в 2010, 736 у 2002).

## Склад
До складу сільської ради входять:
| Населений пункт       | Населення, осіб (2002) | Населення, осіб (2010) |
| --------------------- | ---------------------- | ---------------------- |
| Березово, село        | 89                     | 56                     |
| Лютаєво, село         | 470                    | 357                    |
| Первомайський, селище | 177                    | 101                    |